# Richard Tauber

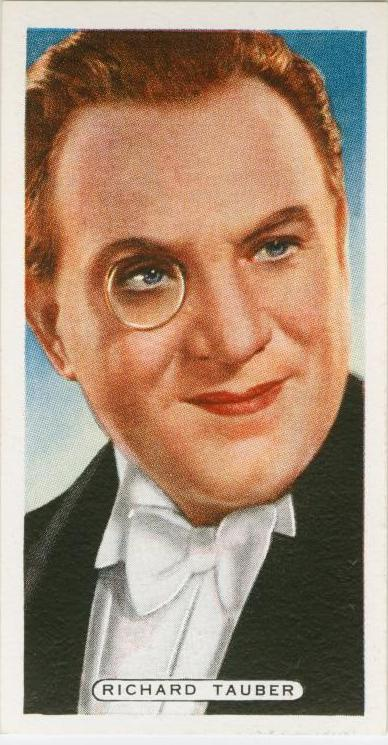
Richard Tauber på ett cigarettkort.

Richard Tauber, född 16 maj 1891 i Linz, dåvarande Österrike-Ungern, död 8 januari 1948 i London, var en österrikisk operasångare.

## Biografi
Taubers föräldrar var ogifta och hans far var enligt uppgift ovetande om sonens födelse när han vid den aktuella tidpunkten turnerade i Nordamerika. Richard följde med sin mor på hennes turné till olika teatrar, men detta blev allt svårare för henne att klara av, och 1897 lämnades han till en skola i Linz, i samband med att hans far tog över hans uppfostran. 
Fadern, som hade  judiskt ursprung men hade konverterat till katolicismen, ville att sonen skulle bli präst. Denne saknade emellertid teaterlivet och följde istället 1903 med sin far  till teatern i Wiesbaden. Tauber hoppades på att bli sångare men misslyckades med sina provsjungningar, förmodligen för att han valde att sjunga Wagner, som hans röst inte passade för. Hans far skrev in honom vid Hochs konservatorium i Frankfurt am Main  för studier i piano, komposition och dirigering. Han gjorde snabba framsteg men fortsatte att hoppas bli sångare.
Efter en intensiv period av sångträning under Carl Beines gjorde Tauber sin offentliga debut vid en konsert i Freiburg im Breisgau den 17 maj 1912. Det året utsågs hans far till intendent vid stadsteatern i Chemnitz och kunde därför ordna så att Richard fick uppträda som Tamino i Trollflöjten den 2 mars 1913.
Efter några gästspel på Wiener Volksoper år 1920 gjorde Tauber sin debut på Wiener Staatsoper den 16 juni i Bohème, som ersättare för Alfred Piccaver. År 1922 undertecknade han ett femårskontrakt med Wienoperan och framträdde samtidigt på Berlinoperan. Under många år verkade han på båda ställena – fyra månader årligen på vardera samt fyra månader för konserter och gästspel på andra ställen samt turnéer utomlands.
År 1938 gjorde han sin operadebut i London i Trollflöjten under Sir Thomas Beecham. Tidigare samma år 'anslöts' Österrike av den nazistiska regeringen i Tyskland och Tauber lämnade landet för gott. Som svar drog nazisterna in Taubers pass och uppehållstillstånd. Eftersom detta gjorde honom  statslös, sökte han brittiskt medborgarskap. Han turnerade i Sydafrika när andra världskriget bröt ut, och begav sig då till Schweiz, där han stannade tills hans papper tillät honom att komma in i Storbritannien, i mars 1940.
Trots att Tauber fick lukrativa erbjudanden från USA förblev han i Storbritannien under hela kriget. År 1946 började han i en Broadwayuppsättning av The Land of Smiles som emellertid blev ett misslyckande, vilket medförde stora personliga förluster och skulder till sponsorer. Han blev därför tvungen att turnera i USA, Kanada, Central- och Sydamerika under sex månader för att ta igen förlusterna, med Arpad Sandor och George Schick som ackompanjatörer och Neil Chotem som medverkande artist.
Tauber drabbades av lungcancer och dog den 8 januari 1948 på en klinik i London (vid Devonshire Place). Han begravdes på Londonkyrkogården Brompton Cemetery.

## Diskografi i urval
Tauber gjorde över 720 inspelningar för flera orkesterledare, framför allt av sina egna verk, men också musik av Grieg och Johann Strauss d.y. Av de 120 akustiska inspelningarna är de viktigaste arior av Mozart, Tjajkovskij och Kienzl och sånger av Schumann, Richard Strauss och Grieg. Det blev också fem duetter med Elisabeth Rethberg, arior av Verdi, Puccini etc. 
Bland de digitala inspelningarna finns album av tyska folksånger, och 12 sånger från Schuberts Winterreise, tillsammans med Mischa Spoliansky, och ett album med visor av Franz Gabriel och Hermann Löns. Kanske värdefullast är de fyra Mozartarior som spelats in 1938 och 1939, och en aria ur Friskytten insjungen 1946. Bland hans sista inspelningar finns två sånger av Richard Strauss, ackompanjerade på piano av Percy Kahn.

## Filmografi i urval
- Reise-Abenteuer (1925) (kort stumfilm)
- Achtung! Aufnahme! (1928) (kort stumfilm)
- I Kiss Your Hand, Madame (1929)
- Never Trust a Woman (1930)
- The End of the Rainbow (1930)
- The Land of Smiles (1930)
- The Big Attraction (1931)
- Melody of Love (1932)
- Blossom Time (1934)
- Heart's Desire (1935)
- Land Without Music (1936)
- Pagliacci (1936)
- Waltz Time (1945)
- Lisbon Story (1946)